# Jenny Alm
Jenny Sofia Alm (* 10. April 1989 in Uddevalla) ist eine ehemalige schwedische Handballspielerin, die dem Kader der schwedischen Nationalmannschaft angehörte.

## Karriere
Alm stieg 2008 mit HF Kroppskultur in die Elitserien auf.  In der Spielzeit 2009/10 gewann sie die Torschützenkrone der Elitserien. Nachdem Alm mehrere Spielzeiten für Kroppskultur in der Elitserien aufgelaufen war, schloss sie sich im Sommer 2011 IK Sävehof an. Mit Sävehof gewann sie 2012, 2013, 2014 und 2015 die schwedische Meisterschaft. Ab dem Sommer 2015 lief sie für den dänischen Erstligisten Team Esbjerg auf. 2016 gewann sie die dänische Meisterschaft. Ab der Saison 2017/18 stand Alm bei København Håndbold unter Vertrag, mit dem sie 2018 die dänische Meisterschaft gewann. Nach der Saison 2018/19 beendete sie ihre Karriere. Anschließend wurde sie Masseuse bei IK Sävehof.
Alm bestritt 123 Partien für Schweden, in denen sie 285 Treffer erzielte. Mit Schweden nahm die Rückraumspielerin an der Weltmeisterschaft 2011 teil, wo sie zwei Tore in sechs Partien erzielte. An der Europameisterschaft 2012 konnte sie aufgrund einer Knieverletzung nicht teilnehmen. Bei der Europameisterschaft 2014 gewann sie mit Schweden die Bronzemedaille. Weiterhin nahm sie an den Olympischen Spielen 2016 in Rio de Janeiro, an der Europameisterschaft 2016, an der Weltmeisterschaft 2017 sowie an der Europameisterschaft 2018 teil.
Ihre Schwester Frida Alm spielt ebenfalls Handball. Sie gehörte dem Erstligakader von Kroppskultur an.